# Torrequemada
Torrequemada is een gemeente in de Spaanse provincie Cáceres in de regio Extremadura. Torrequemada heeft een oppervlakte van 31 km² met 601 inwoners (1 januari 2016).

## Burgemeester
De burgemeester van Torrequemada heet Paquita Cruz Nevado.

## Demografische ontwikkeling
Bron: INE, 1857-2011: volkstellingen